# Nuclear Dawn
Nuclear Dawn – komputerowa gra akcji wyprodukowana przez holenderskie studio InterWave Studios oraz wydana przez Just-A-Game 25 września 2011 roku na platformę PC.
Pierwotnie gra miała być modyfikacją gry Half-Life 2. Prace nad wersją dla Xboksa 360 zostały wstrzymane.

## Fabuła
Akcja Nuclear Dawn została osadzona w 2024 roku w postapokaliptycznym środowisku, gdzie nuklearna zagłada doprowadziła ludzkość niemalże do wyginięcia. Ci, którzy przetrwali, przystąpili do „Trzeciej wojny” – zachodnie mocarstwa Konsorcjum Wolnych Stanów oraz reprezentująca interesy dawnych wschodnich mocarstw Imperium Ludu. Obie strony konfliktu dążą do zdobycia reliktów upadłej cywilizacji oraz przejęcia kontroli nad pozostałymi zasobami naturalnymi na Ziemi.

## Rozgrywka
W czasie bitwy gracz może sterować jednym z dowódców – jego rolą jest wyznaczanie zadań do wykonania, koordynowanie działań swojej frakcji, dostarczanie zaopatrzenia w miejsca o strategicznym znaczeniu, budowa struktur obronnych, organizowanie ostrzału artyleryjskiego i monitorowanie działań wojsk przeciwnika. W czasie rozgrywki dowódcy otrzymują nowe technologie, które pozwalają zdobyć przewagę nad przeciwnikami. Gdy gracz steruje jednym z żołnierzy, ma do wyboru kilka rodzajów broni – są to między innymi karabiny, strzelby i ładunki wybuchowe. Gracz może również skorzystać z gadżetów takich jak kamuflaż czy pancerz o dodatkowym działaniu ochronnym.
Gra została oparta na silniku graficznym Source.
W trybie gry wieloosobowej poprzez Internet lub LAN może uczestniczyć do 32 graczy.